# Rivière-du-Loup
Rivière-du-Loup, antes conocida como Fraserville, es una ciudad de la provincia de Quebec en Canadá. Está ubicada en el municipio regional de condado de Rivière-du-Loup y a su vez, en la región administrativa de Bas-Saint-Laurent. Hace parte de las circunscripciones electorales de Rivière-du-Loup a nivel provincial y de Rivière-du-Loup−Montmagny a nivel federal.

## Geografía
Rivière-du-Loup se encuentra ubicada en las coordenadas 47°51′00″N 69°32′00″O / 47.85000, -69.53333. Según Statistics Canada, tiene una superficie total de 84,23 km² y es una de las 1135 municipalidades en las que está dividido administrativamente el territorio de la provincia de Quebec.

## Demografía
Según el censo de 2011, había 19 447 personas residiendo en esta ciudad con una densidad poblacional de 230,9 hab./km². Los datos del censo mostraron que de las 18 586 personas censadas en 2006, en 2011 hubo un aumento poblacional de 861 habitantes (4,6%). El número total de inmuebles particulares resultó de 9537 con una densidad de 113,23 inmuebles por km². El número total de viviendas particulares que se encontraban ocupadas por residentes habituales fue de 8852.